# 卢修斯·李锡尼·克拉苏
盧修斯·李錫尼·克拉蘇（英語：Lucius Licinius Crassus，前140年—前91年），古罗马法学家与政治家，公元前119年开始其法律生涯，擅常演说，并以此闻名。公元前95年担任执政官，提出新的法案致使同盟者战争日益紧张，动荡的时局迫使其让步妥协。其著作现仅存有残篇。